# ポリジアセチレン

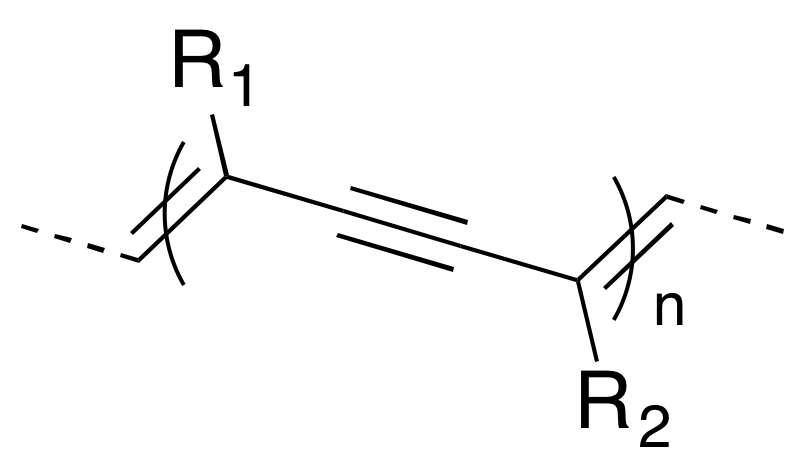
General chemical structure of a polydiacetylene

ポリジアセチレン (英: Polydiacetylene, PDA) とは、ポリアセチレンに関連の深い導電性高分子である。ジアセチレン（ブタジイン）の 1,4 トポ化学重合反応により作られる。有機フィルムの開発から他分子の不動化まで、様々な用途がある。

## 歴史
最初に発見されたポリジアセチレンはポリ(1,6-ビスヒドロキシヘキサ-2,4-ジアセチレン) で、1969年にゲルハルト・ヴェグナーが発見した。これは1,6-ビスヒドロキシヘキサ-2,4-ジインに紫外線を照射することで作られた 。重合反応は結晶中のジインの空間的配置のために起こると推測されたが、これが確かめられたのは1972年にレイモンド・H・ボーマンが「トポ化学重合反応」という用語を造語し、空間配置に起因し、開始に空間的制約が課されるような重合反応を記述するのに用いてからであった。

## 合成
ポリジアセチレンの合成は1,3-ジインのトポ化学重合反応により行われる。2ヨウ化ブタジインや他の電子求引基を持つジインなど、多くのジインが溶液中では1,2および1,4重合も起こすため、典型的には固相中で行う必要がある。固相中のジインの配置としては、繰り返し長が 5Å、傾き角が 45°、片方のモノマーのC1と隣接するもう片方のモノマーの C4 との距離が 3.5Å となることが理想的である。
通常、重合反応に際してπ共役系の長大化に起因する変色を呈する。また、多くのPDAはサーモクロミズムを呈するが、これは高分子骨格のねじれにより系の共役量が変化することに起因する。モノマーの構造により、生成されるPDAは小胞や管状構造を形成するなどの興味深い性質を示す。
PDAの青色相から赤色相への転移は、炭素-炭素二重結合と三重結合とが交互に繰り返される、PDA骨格の電子構造により引き起こされる。熱的、化学的、機械的刺激などの外部刺激に晒された際、共役効果により色物性が変化する。純粋な、または「真性」 PDAに関する限り、青から赤への遷移は不可逆であるが、PDAの側鎖の先頭基が、金属酸化物ナノ粒子とのキレート形成など他の構造により直線化されている場合は、骨格に弾性が与えられ、色変化に可逆性が付与される場合もある。近年、DFTシミュレーションを援用した複数の研究により、PDAの側鎖構造を調節することで色物性を変化させられることが示されている。インクジェットプリントなどの薄膜生産技術の発達により、PDAをカプトンフィルムやアルミ箔、果ては通常の紙などの別の基材上に多機能センサとしてコーティングすることが可能となりつつある。